# Giovanna Casotto
Giovanna Casotto (Desio, 2 d'agost del 1962) és una artista i dibuixant de còmics italiana, coneguda pels seus còmics eròtics.
Casotto va néixer a Desio, a la Llombardia. Va créixer en un ambient molt rígid, i ja de menuda era una apassionada del dibuix i del còmic; abans de començar la seua carrera vivia com a mestressa de casa. Va assistir a l'escola de còmic de Milà durant tres anys, després dels quals va publicar alguns contes per a la revista Intrepido, escrita per Mauro Muroni. El 1994 va conèixer Franco Saudelli, de qui va esdevenir col·laboradora freqüent.
El 1991, l'editor Stefano Trentini li va proposar dibuixar històries sobre futbol, però es va negar, ja que no se sentia atreta pel gènere. El mateix Trentini, tres anys després, la va implicar en el projecte de la revista de cultura eròtica i còmics Selen. Quan va tancar la revista, va passar a la publicació mensual Blue, publicada per Coniglio Editore i va començar a publicar pàgines eròtiques per a la revista anglesa Desire. Les històries de Casotto es van publicar per primera vegada als Estats Units el 1994, a la sèrie Bitch in Heat de la marca de Fantagraphics, Eros Comix.
Les històries eròtiques de Casotto tenen una influència de l'estètica pin-up dels anys cinquanta. A voltes ha posat ella mateixa com a referència fotogràfica per als seus còmics, o com a model per als seus personatges.